# Liste der Monuments historiques in Saint-Connan
Die Liste der Monuments historiques in Saint-Connan führt die Monuments historiques in der französischen Gemeinde Saint-Connan auf.

## Liste der Bauwerke
| Bezeichnung                   | Beschreibung | Standort | Kennzeichnung | Schutzstatus | Datum | Bild |
| ----------------------------- | ------------ | -------- | ------------- | ------------ | ----- | ---- |
| Allée couverte du Parc-Kerdic |              | (Lage)   | PA00089610    | Classé       | 1963  |      |

## Liste der Objekte
- Monuments historiques (Objekte) in Saint-Connan in der Base Palissy des französischen Kultusministeriums